# Lucio Aurelio Galo (cónsul 174)
Lucio Aurelio Galo (en latín Lucius Aurelius Gallus) fue un senador romano del siglo II, que desarrolló su carrera bajo los imperios de Marco Aurelio y de su hijo Cómodo.

## Familia
Era hijo de Lucio Aurelio Galo, consul suffectus en 146, bajo Antonino Pío.

## Carrera
En 174, fue consul ordinarius. En 179, Marco Aurelio lo nombró gobernador de la provincia romana de Dalmacia, lugar estratégico para organizar la llegada de suministros y refuerzos al frente del Danubio durante las guerras marcomanas, a cuyo frente fue confirmado por Cómodo al morir su padre en 180, desempeñando el cargo hasta 182.

## Descendencia
Su hijo fue Lucio Aurelio Galo, consul ordinarius en 198, bajo Septimio Severo.